# Lycée français René-Verneau de Gran Canaria
Le Lycée français René-Verneau de Gran Canaria ou Lycée français René-Verneau ou Lycée français de Gran Canaria (en espagnol : Liceo Francés de Gran Canaria) est un établissement scolaire français à l'étranger, créé en 1974, situé à Telde. Telde est une ville de 100 000 habitants situé à 20 km de Las Palmas de Gran Canaria, capitale de l'île de Grande Canarie dans les îles Canaries (Espagne). Le lycée fait partie depuis 1986 du réseau mlfmonde de la Mission laïque française (Mlf),.

## Présentation
Le Lycée français René Verneau propose un enseignement laïque, plurilingue et interculturel, aux 408 élèves qui composent son effectif, de la toute petite section de la maternelle à la terminale (niveaux homologués par l'AEFE : primaire, collège, seconde). Il prépare au diplôme national du brevet, au baccalauréat, au Bachibac et aux certifications de langues en français (DELF), espagnol (DELE) et anglais (Cambridge English), et dispense les langues suivantes : espagnol et anglais,.
Il doit son nom à René Verneau (1852-1938), anthropologue français spécialiste des Îles Canaries.